# Gedi
Gede (còn gọi là Gedi) là một ngôi làng trên bờ biển Ấn Độ Dương của Kenya, nằm ở phía Nam và phía Bắc của Malindi Watamu. Các tàn tích Gedi tọa lạc ở đây. Tàn tích này trải rộng trên một diện tích khoảng 18 km2. Tuy nhiên thành phố này không được đề cập trong các sử liệu. Mặc dù không nghĩ được đề cập trong các nguồn lịch sử, di tích rộng lớn của một cảng cũ đã có từ thế kỷ thứ mười ba hoặc sớm hơn, trong đó có một ngôi mộ với niên tương ứng với năm 1399 đến thế kỷ 17. Cảng đã bị bỏ hoang. Các tòa nhà xây bằng san hô, đất và thạch cao. Chúng bao gồm một nhà thờ Hồi giáo, cung điện, nhà ở và lăng mộ cũng như một pháo đài. Phong cách được phân loại là kiến trúc Swahili.
Thành cổ Gedi được giới khoa học phương Tây lần đầu tiên biết đến vào năm 1948 và nhanh chóng gây được sự chú ý của nhiều nhà sử học. Những bí ẩn chưa có lời giải đáp của mình mà Gedi trở thành một địa điểm khám phá ưa thích của du khách.
Ngày nay Gedi là một trong những địa điểm du lịch nổi tiếng của Kenya. 